# フィリピン貿易法
フィリピン貿易法（フィリピンぼうえきほう、英語：Philippine Trade Act）は、ベル貿易法（ベルぼうえきほう、英語：Bell Trade Act）とも呼ばれ、フィリピンがアメリカから独立した後、フィリピンとアメリカの間の貿易を管理する政策を規定するために1946年、アメリカ議会によって可決された法律である。 
ベル貿易法は、提出者のC.ジャスパー・ベル下院議員が由来となっている。

## 概要
アメリカ議会は、フィリピン貿易法がフィリピン議会によって批准されるならば、第二次世界大戦後の再建資金として8億ドルを提供すると提示した。この法律の詳細は、1935年のフィリピン憲法13条を改正する必要があった。フィリピン議会は、アメリカからの独立を2日後に控えた1946年7月2日にこの法案を承認し、1946年9月18日にはフィリピン憲法改正のための国民投票を承認した。
ミズーリ州選出のC.ジャスパー・ベル下院議員が提出したフィリピン貿易法では、以下のことが義務付けられていた。
- フィリピンに輸入される米国製品に対する優遇関税
- フィリピンペソと米ドルの1対2の固定為替レート
- フィリピンからアメリカに対する無制限の通貨送金
- アメリカ市民及び法人に対して、フィリピン国民と同等のフィリピン国内の天然資源への権利を与える「パリティ権」。[3]

フィリピン貿易法、特にパリティ条項は、国家主権の理不尽な放棄だと批判された。しかし、シュガーバロン、特にロハス大統領の出身地である西ビサヤ地方のシュガーバロンやその他地主の圧力は抗しがたいものだった。
この法律は1974年まで有効とされていたが、1955年フィリピン政府は、 J. P.ラウレル上院議員をアメリカに派遣し、同年9月、ラウレル・ラングレー協定が成立した。
ラウレル・ラングレー協定により以下のことが改正された。
- フィリピンペソの為替レートを管理するアメリカの権限廃止
- パリティ権の相互交換制
- 砂糖の割当の延長及びその他の割当の削減
- アメリカに輸出されるフィリピン製品に対する関税の累進的適用の期間延長

## 1947年 パリティ権国民投票
フィリピン貿易法の要求に従い、フィリピンでは、アメリカ国民とフィリピン国民の間の「パリティ権」を規定するフィリピン憲法改正のための国民投票が行われた。

国民投票に先立ち、憲法改正はフィリピン議会で承認される必要があり、そのためにはフィリピン下院とフィリピン上院の3/4以上の賛成が必要であった。 左派民主同盟の6人とナシオナリスタ党の3人が、1946年4月の選挙における不正行為と暴力的な選挙戦術を理由に議席を拒否され、3/4以上の賛成がえられた。 改正案が可決されたという政権の見解は、在籍議員の3/4ではなく、全議員の3/4による承認が必要であるという理由でフィリピン最高裁判所で争われ、政権の立場を支持する判決が下された。
| パリティ権国民投票 | パリティ権国民投票 | パリティ権国民投票 |
| 賛 否              | 得票数             | 得票率             |
| ------------------ | ------------------ | ------------------ |
| 賛成               | 432,833            | 78.89%             |
| 反対               | 115,853            | 21.11%             |